# China Rossi
China Rossi è un liquore prodotto dalla Rossi d'Asiago.

## Aspetto
Liquore dal gusto dolce, composto da numerose erbe ed essenze aromatiche. Si assapora liscio o viene servito con ghiaccio.

## Storia
Proviene dalla corteccia del “China Calissaia”, albero del Sudamerica, precisamente nelle montagne dei paesi della Bolivia e del Perù. Con l'operato dei cinesi divenne un liquore digestivo. In Europa si diffuse molto più tardi, nel XIX secolo. In passato veniva unita al distillato di riso è ancora oggi prodotta con l'antica ricetta datata 1868 del dott. G.B. Rossi e rinvigorita con Pappa Reale. 30% vol.